# Wolfgang Gaede
Wolfgang Max Paul Gaede (Bremerhaven, 25 maggio 1878 – Monaco di Baviera, 24 giugno 1945) è stato un fisico tedesco, pioniere dell'ingegneria del vuoto, candidato per sette volte al premio Nobel per la fisica (negli anni 1923, 1924, 1925, 1929, 1935, 1936 e 1937).

## Biografia

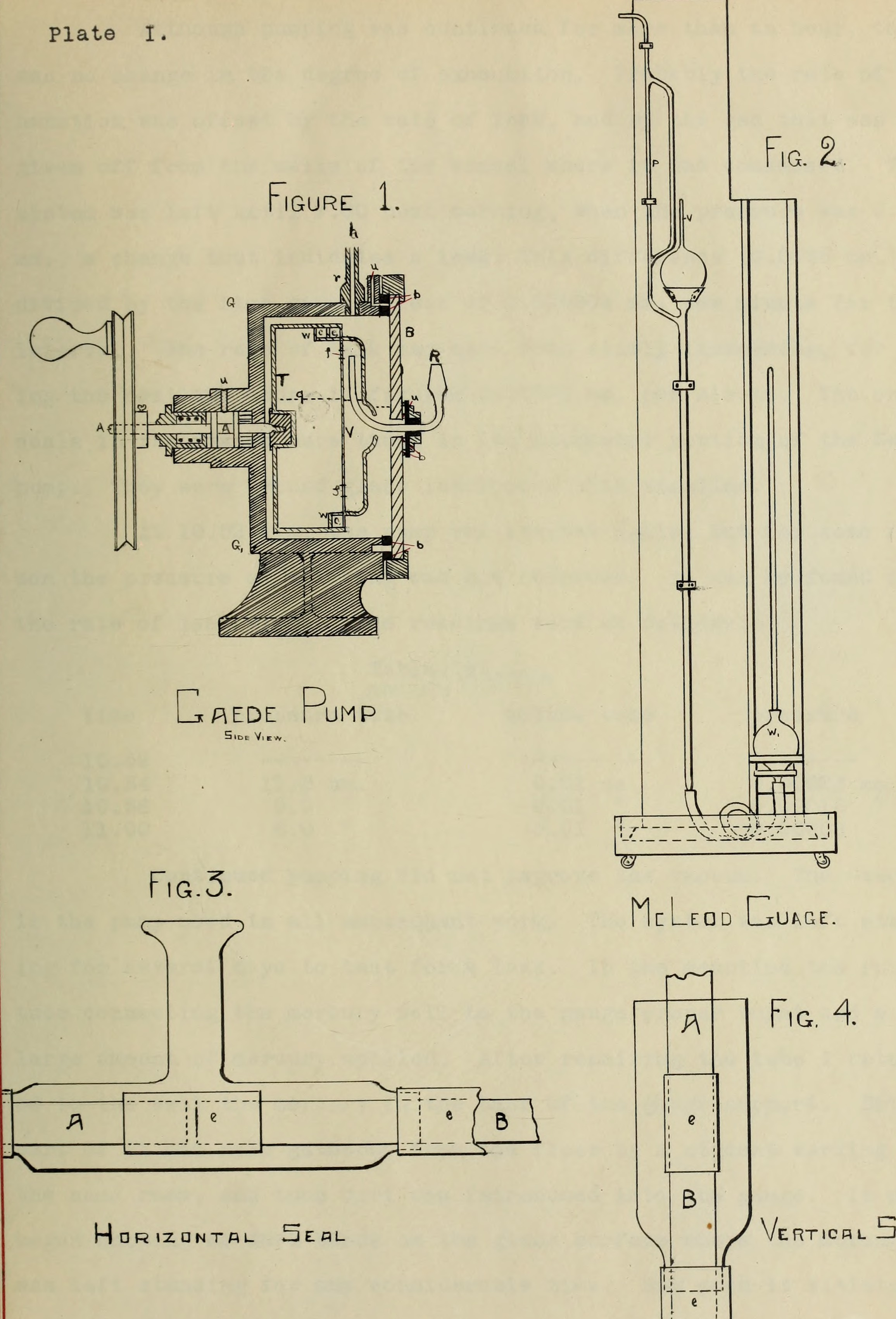
Diagramma di una pompa di Gaede

Gaede nacque a Lehe, quartire di Bremerhaven, da Karl Gaede, colonnello prussiano, e Amalia Renf. Nel 1897 iniziò a studiare medicina all'Università di Friburgo, ma presto passò allo studio della fisica. Nel 1901 scrisse la sua tesi di dottorato sui cambiamenti del calore specifico dei metalli con la temperatura. La ricerca successiva sull'effetto Volta nel vuoto non ebbe successo, poiché il livello di vuoto che poteva essere raggiunto a quel tempo con la tecnologia della pompe era insufficiente per creare un vuoto sufficiente per gli esperimenti. Questo portò Gaede a interessarsi più da vicino alla tecnologia del vuoto. Inventò la pompa rotativa al mercurio per vuoto spinto, che presentò ai suoi colleghi nel 1905 a un congresso a Merano. Sempre a Friburgo in Brisgovia, nel 1909, Gaede scrisse la sua tesi di abilitazione su L'attrito esterno dei gas. Nel 1909 ottiene la Medaglia Elliott Cresson.
Nel 1913 ottenne una cattedra all'Università di Friburgo. Sempre nel 1913 inventò la pompa rotativa molecolare  e una pompa a diffusione di mercurio nel 1915. Nel 1919, Gaede si unì al Karlsruher Institut für Technologie come professore di fisica sperimentale, dove lavorò nei seguenti ambiti di ricerca:
- Tecnologia del vuoto
- Tecnologia radio e delle comunicazioni
- Processo per ottenere idrogeno puro e mercurio
- Sperimentazione di attrezzature di protezione contro i fulmini
- Movimento dei liquidi in un anello cavo rotante

Nel 1930 Gaede fu eletto membro dell'Accademia Cesarea Leopoldina. Nel 1933/34, due dipendenti denunciarono Gaede alla Gestapo, accusandolo di aver definito i nazisti "infantili". Dovette quindi ritirarsi, anche se tutte le accuse si rivelarono false. Nonostante questo incidente, nel 1934 gli fu assegnato il premio Werner-von-Siemens-Ring per il 1933. Neli anni successivi ricevette anche vari premi a livello internazionale.
Un contratto di consulenza a vita dal 1906 con la Leybold GmbH di Colonia gli permise di continuare la sua ricerca nel suo laboratorio privato a Karlsruhe e successivamente a Monaco. Tra le altre cose, nel 1935 inventò il gas ballast, un dispositivo che inibisce il verificarsi della condensazione del vapore nelle pompe. Gaede possedeva quasi 40 brevetti in Germania e molti altri all'estero. Morì a Monaco nel 1945.